# Let's Get It On (singolo)
Let's Get It On è un brano musicale composto da Marvin Gaye e Ed Townsend, interpretato dallo stesso Gaye. È stato pubblicato come singolo nel 1973 dalla Motown Records, ed è inoltre incluso nell'omonimo album. Si tratta di una delle canzoni più conosciute di Marvin Gaye.

## Descrizione
Composta insieme al produttore Ed Townsend, Let's Get It On è un'ode di Gaye alla liberazione sessuale. Quando venne originariamente concepita da Townsend, che all'epoca era uscito da una clinica di riabilitazione per l'alcolismo, la canzone era stata scritta con un tono religioso. Kenneth Stover della Motown, su incarico di Gaye cambiò il testo trasformando il pezzo in una canzone politica, ma Townsend protestò che il brano non era una canzone di protesta ma bensì una canzone dedicata all'amore e al sesso. Allora Gaye e Townsend collaborarono insieme sul nuovo testo e utilizzando la stessa base registrata per la versione "politica", Gaye trasformò il pezzo in una canzone d'amore dal forte contenuto emotivo. La versione dell'album di Let's Get It On presenta un cantato pieno di sentimento ed emozione che è supportato da voci di sottofondo sovraincise, fornite sempre da Gaye e Townsend e, soprattutto, da arrangiamenti di chitarra funky. In un articolo per Rolling Stone, il critico musicale Jon Landau scrisse:
(Jon Landau)
Il tema del brano viene ripreso nella quarta traccia del disco, Keep Gettin' It On, che funge da sequel e continuazione dell'originale. La registrazione della title track fornì anche l'ispirazione a Gaye per rimettere mano alle incisioni precedenti provenienti dalle sessioni del 1970 allo studio Hitsville U.S.A., che fornirono il resto del materiale per l'album.
Durante il periodo della registrazione della canzone e del successivo album omonimo, Marvin aveva stretto amicizia con la famiglia del chitarrista jazz Slim Gaillard ed era rimasto affascinato dalla figlia diciassettenne di Gaillard, Janis Hunter. È stata raccontata una storia ampiamente diffusa che la Hunter era in studio quando Gaye incise la canzone. Si diceva che Gaye e Hunter si fossero innamorati l'uno dell'altro e, in pochi mesi, iniziarono a frequentarsi. Hunter sarebbe diventata l'amante convivente di Gaye nel 1974. La loro relazione avrebbe prodotto due figli e un matrimonio nel 1977.

## Pubblicazione ed accoglienza
Let's Get It On divenne, e rimane a tutt'oggi, uno dei singoli di Marvin Gaye dal maggior successo commerciale, raggiungendo la vetta della classifica statunitense Billboard Pop Singles l'8 settembre 1973. Il singolo rimase al primo posto per due settimane, mentre restò in prima posizione nella Billboard Soul Singles per otto settimane.
La canzone divenne il più grande successo commerciale dell'epoca per la Motown, vendendo oltre due milioni di copie nella prima settimana negli Stati Uniti, e arrivando a quattro milioni nel 1974. Let's Get It On fu anche il secondo singolo più venduto del 1973, dietro a Tie a Yellow Ribbon Round the Ole Oak Tree di Tony Orlando & Dawn. Il 25 giugno 2007 il singolo è stato certificato disco di platino dalla RIAA.
Nel 2004 la canzone si posizionò al numero 167 nella lista dei migliori 500 brani musicali di sempre secondo la rivista Rolling Stone; nella revisione del 2012 della lista, Let's Get It On scese alla posizione numero 168. Nel 2008 Let's Get It On si è classificata in 32ª posizione nella lista "Hot 100 All-Time Top Songs" della rivista Billboard.

## Tracce
US 7" T-54234F
1. Let's Get It On – 3:58
2. I Wish It Would Rain – 2:46

US ristampa Collectables COL-563
1. Let's Get It On – 3:58
2. Trouble Man – 3:49

## Classifiche

### Classifiche di tutti i tempi
| Classifica (1958-2021) | Posizione |
| ---------------------- | --------- |
| Stati Uniti            | 46        |

## Controversie
Nell'agosto 2016 gli eredi di Ed Townsend fecero causa al musicista inglese Ed Sheeran per la sua canzone Thinking Out Loud dichiarando che è "melodicamente, armonicamente e ritmicamente sostanzialmente identica" alla parte di batteria presente in Let's Get It On. Il caso venne archiviato nel febbraio 2017. Due anni dopo, nel giugno 2018, Sheeran fu oggetto di una causa legale simile, venendo citato in giudizio per la cifra di 100 milioni di dollari dalla Structured Asset Sales, società detentrice di un terzo dei diritti d'autore di Let's Get It On.

## Riferimenti in altri media
- La canzone è stata inclusa nel film Austin Powers - La spia che ci provava del 1999.